# مادران میدان مایو
مادران میدان مایو (اسپانیایی: Asociación Madres de Plaza de Mayo‎) انجمنی است از مادران آرژانتینی که فرزندانشان در زمان دیکتاتوری نظامی بین سالهای ۱۹۷۶ تا ۱۹۸۳ ناپدید شدند.

## دادخواهی مادران
این مادران در حالی که سعی می‌کردند از سرنوشت فرزندانشان آگاه شوند و بدانند چه بلایی بر سر آنها آورده‌اند، خود را سازماندهی کردند و در سال ۱۹۷۷ در میدان پلازا مایو در بوئنوس آیرس، در مقابل کاخ ریاست‌جمهوری در حالی که دولت می‌خواست همه مردم کشور ساکت باشند، تجمع کردند. حضور علنی این مادران دوران زندگی، خانواده‌های درهم شکسته و میزان قساوت اعدام‌ها توسط نیروی زمینی آرژانتین را به نمایش گذاشت، به لحاظ حقوقی، اقدام مادران میدان مایو پاسخی به دادخواهی و نقض حقوق بشر بود. این زنان با هم یک نیروی پویا و غیرمنتظره ایجاد کردند که در مخالفت با محدودیت‌های سنتی زنان و مادران در آمریکای لاتین بود. مادران با هم می‌آمدند، به راه می‌افتادند، اطلاعات محل تجمع را هماهنگ می‌کردند، در انجام این اقدامات نقض حقوق بشر را برای جهان به روشنی مورد تأکید قرار می‌دادند و آگاهی‌ها در مورد مقیاس‌های محلی و جهانی را افزایش می‌دادند. میراث آن‌ها و پیشرفت‌های بعدی‌شان به دلیل سازماندهی مداوم این گروه بود، به‌کارگیری نمادها و شعارها و اعتراضات هفتگی خاموش آنها از موفقیت‌های کارشان بوده‌است. امروزه، مادرانی که خواستار مبارزه برای احترام به حقوق بشر در آمریکای لاتین یا جاهای دیگر هستند، این مادران را الگو قرار می‌دهند.

## محکومیت‌ها در جنگ کثیف

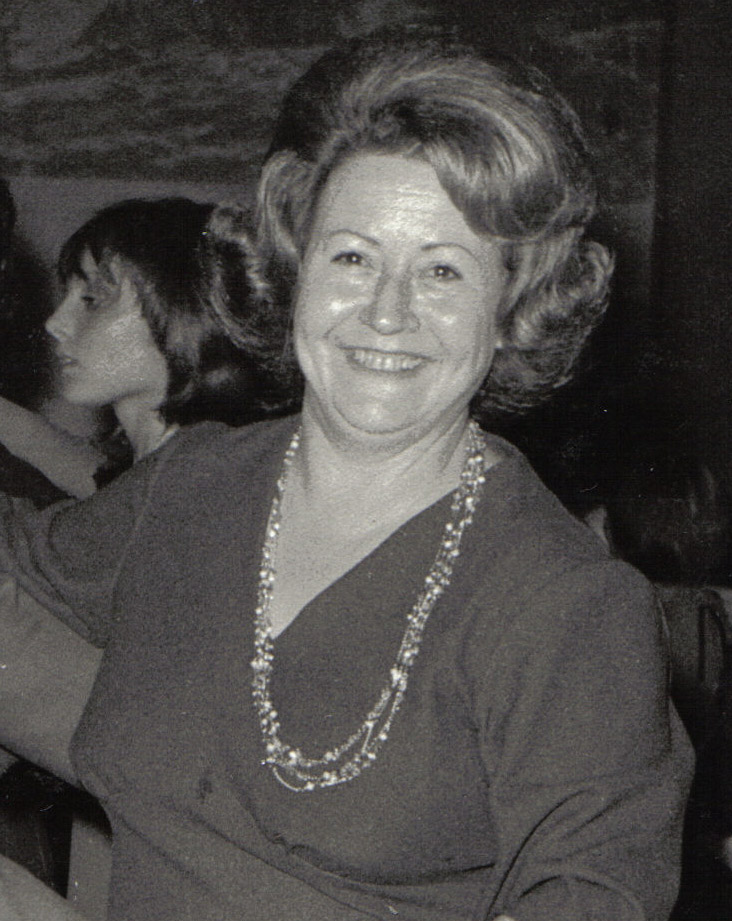
آسوسنا ویافلور (۱۹۲۴-۱۹۷۷)

دولت نظامی آسوسنا ویافلور، بنیانگذار مادران میدان مایو، را همراه با  دو راهبه‌ی فرانسوی همراهش به‌نام‌های آلیس دومون و لیونی دوکه ربود و آنان را زیر شکنجه به قتل رساند. خورخه رافائل ویدلا چهل و سومین رئیس‌جمهور آرژانتین به همراه آلفردو آستیز از مقامات دولت نظامی وقت بودند که فرمان قتل‌ها را صادر کرده بودند و در سرکوبی مادران و دیگر مخالفان نقش داشتند. آنان در سال‌های ۲۰۱۰ و ۲۰۱۲ به جرم جنایت علیه بشریت در دادگاهی در آرژانتین محاکمه و به حبس ابد محکوم شدند. این وقایع در طول جنگ کثیف رخ داد.

## اعطای جوایز
- در ۱۹۹۲، به تمامی اعضای جنبش مادران مایو جایزه ساخاروف برای آزادی اندیشه اعطا شد؛
- در ۱۹۹۷، ماریا دلاگارد آنتوکولتس توسط بنیاد گلایتسمن، جایزه بین‌المللی گلایتسمن را به خود اختصاص داد؛[۴]
- در ۱۹۹۷، جایزه جوزن در فلاردینگن، هلند به انجمن مادران میدان مایو اهدا شد؛
- در ۱۹۹۹، جایزه یونسکو برای آموزش صلح به مادران میدان مایو اهدا شد؛
- در ۱۰ دسامبر۲۰۰۳، جایزه سازمان ملل در زمینه حقوق بشر به رئیس و مادربزرگ انجمن مادران مایو استلا دو کارلوتو اهدا شد.